# Narcis in Zlatoust
Narcis in Zlatoust je deveti roman nemškega pisatelja Hermanna Hesseja. Prvič je izšel leta 1930 v nemškem jeziku. V slovenskem jeziku je izšel leta 1979 pri Založbi Obzorja v prevodu Franca Šrimpfa.

## Vsebina
Zgodba se dogaja v srednjem veku. Bistvo pripovedi je prijateljstvo med glavnima figurama Narcisom in Zlatoustom. Narcis je novic v samostanu Mariabronn, zaradi svoje izjemne nadarjenosti kmalu postane učiteljski pomočnik; Zlatoust vstopi v samostansko šolo po volji očeta, mati naj bi ju bila predtem zapustila. Zlatoust se spoprijatelji z ostalimi učenci, kmalu pa se še posebej naveže na Narcisa, ki Zlatousta dojema kot svoj protipol in tudi kot svojo dopolnitev.
Čeprav se Zlatoust sprva močno trudi z učenjem in si želi le sprejetja v noviciat, v pogovorih z Narcisom in predvsem s prvim čutnim doživetjem spozna, da njegova življenjska pot teče izven samostana. Tako pobegne in se poda na dolgo potovanje, ob predvsem čutnih doživetjih se izpopolni kot risar in kipar, pa tudi kot pronicljiv opazovalec človeške narave.

## Interpretacija
Osrednja tema je dvopolnost apolonskega in dionizičnega tipa. Narcis, predstavnik apolonskega tipa, se ideji popolnosti želi približati preko študija, strogega odrekanja ter posvečanja duhovnosti in religioznosti. Zlatoust se prepušča svojim nagonom, naprej ga vlečejo nova in nova čutna doživetja, kljub temu vedno stremi k umetniškemu izražanju. Tako ga lahko razumemo kot bolj zaokroženi lik, njegova dionizična osnova je vsaj delno nadgrajena z apolonskim razmišljanjem.
Interpretacija dvopolnosti lahko temelji tudi na osnovi Jungove definicije anime (ženska narava v moškem) in animusa (moške narave v ženski). Ker je ravnotežje med animo in animusom bistveno za duhovno harmonijo in celovitost duha, lahko dojemamo Zlatousta kot celovitejšega, osebnostno bolj popolnega, saj na svojem popotovanju na plano pušča tako svoj animus in se posveča animi – tudi ali predvsem preko številnih ljubic in preko duhovnega zrenja v podobo svoje matere, ki jo med drugim uzre tudi v prelepem kipu Device Marije.
Dvopolnost se v pripovedi na več mestih izrazi kot hkratnost nasprotij. Tak primer je npr. hkratnost življenja in smrti: Zlatousta napade sopotnik Viktor, ki mu želi ukrasti zlat cekin, Zlatoust ga zabode do smrti, kar je edini način, da sam preživi. Temu je podoben prizor v hiši umrlih za kugo; Zlatoust mrtvece motri s pogledom umetnika, ne dojema jih kot kužna trupla, na njih išče zadnje poteze življenja, trenutek smrtnega krča. Hkratnost trpljenja in slasti Zlatoust prevzet uzre na obrazu ženske v trenutku poroda, kasneje podobno dvojnost uzre tudi na obrazu Marijinega kipa. Očitna je tudi razlika med mojstrom Niclausom in Zlatoustom: čeprav sta oba umetnika, je mojstru Niclausu pomembna materialna varnost in priznanje družbe, svoje kipe ustvarja po preverjenem vzorcu, brez pravega umetniškega navdiha. Zlatoustu po drugi strani materialni svet in prestiž ne pomenita ničesar.
Motiv matere je še posebej pomemben. Zlatoust se šele ob »prebuditvi« spomina na mater začne zavedati samega sebe, svojih hotenj in sposobnosti. Na popotovanju večkrat uzre njeno podobo v naravnih pojavih, po podobi kipa Device Marije si za cilj zada izdelavo kipa pramatere Eve. Na smrtni postelji Narcisu reče, da »brez matere ne moremo ljubiti. Brez matere ne moremo umreti.« Zasledovanje materine podobe, nenehno vračanje tako k Devici kot k Pramateri Evi lahko predstavlja zavezanost Materi Naravi oz. zavezanosti naravnemu ravnotežju med duhom in telesom. Zlatoust uspešno lovi ravnotežje med obema poloma, zadovoljuje tako telesne, čutne kot umetniške, duhovne potrebe. Pramati Eva – Narava življenje hkrati daje in jemlje, ljubi in mori, povzroča slast in trpljenje. Zlatoustove zadnje besede torej lahko pomenijo, da ne moremo umreti, ne da bi prej polno živeli.